# Myleus asterias
Myleus asterias är en fiskart som först beskrevs av Müller och Troschel, 1844.  Myleus asterias ingår i släktet Myleus och familjen Characidae. Inga underarter finns listade i Catalogue of Life.